# Abrud
Abrud là một thị xã thuộc hạt Alba, România. Dân số thời điểm năm 2002 là 6213 người.